# Lucy (film)
Lucy (v anglickém originále Lucy) je americko-francouzský akční film z roku 2014. Režisérem filmu je Luc Besson. Hlavní role ve filmu ztvárnili Scarlett Johanssonová, Morgan Freeman, Choi Min-sik, Amr Waked a Julian Rhind-Tutt.

## Obsazení
| Scarlett Johanssonová | Lucy            |
| Morgan Freeman        | profesor Norman |
| Choi Min-sik          | Jang            |
| Amr Waked             | Pierre Del Rio  |
| Julian Rhind-Tutt     | The Limey       |
| Pilou Asbaek          | Richard         |
| Lio Tipton            | Caroline        |
| Nicolas Phongpheth    | Jii             |